# モーグリ: ジャングルの伝説
『モーグリ: ジャングルの伝説』（原題：Mowgli、別題：Mowgli: Legend of the Jungle）は、2018年のイギリス・アメリカ合衆国合作の実写冒険・ファンタジー映画。監督はアンディ・サーキス、脚本はキャリー・クローヴスで、野生で育った少年を描いたラドヤード・キップリングの小説『ジャングル・ブック』を原作とする。出演はローハン・チャンド、マシュー・リス、フリーダ・ピントーで、声やモーションキャプチャでの出演を、クリスチャン・ベール、ケイト・ブランシェット、ベネディクト・カンバーバッチ、ナオミ・ハリス、サーキスらが務める。
2016年のディズニーの映画『ジャングル・ブック』も原作を同じくし、同時期に製作されていた。本作は当初『Jungle Book: Origins』という原題で製作されていたが、2017年12月に主人公の名前である『Mowgli』に変更された。
また、アメリカで2018年10月19日に劇場公開予定だったが、2018年7月にNetflixがワーナー・ブラザースから全世界での配給権を購入し、2018年12月7日に配信された。なお、配信に先立ち、同年11月29日に一部の映画館で劇場公開もされている。

## ストーリー
インドのジャングルでオオカミの群れに育てられた人間の子供モーグリ（ローハン・チャンド）は、クマのバルー（アンディ・サーキス）や黒ヒョウのバギーラ（クリスチャン・ベール）のもとでジャングルの厳しいルールを学んでいくにつれ、周りの動物からもジャングルの一員として受け入れられていく。そんな中、それを認めない獰猛なトラのシア・カーン（ベネディクト・カンバーバッチ）が現れ、モーグリはジャングルのさらなる危険にも直面する。

## キャスト
※括弧内は日本語吹替
- モーグリ - ローハン・チャンド（ラヴェルヌ知輝）
- ジョン・ロックウッド - マシュー・リス（菊地達弘）
- メシュア - フリーダ・ピントー

### 動物
- バギーラ - クリスチャン・ベール（宮内敦士）
- カー - ケイト・ブランシェット（水野ゆふ）
- シア・カーン - ベネディクト・カンバーバッチ（最上嗣生）
- ニーシャ - ナオミ・ハリス（佐々木優子）
- バルー - アンディ・サーキス（石住昭彦）
- アキーラ - ピーター・マラン（石田圭祐）
- ブラザーウルフ - ジャック・レイナー（奥村翔）
- ヴィハーン - エディ・マーサン（山本満太）
- タバキー - トム・ホランダー（越後屋コースケ）
- ブート - ルイス・アッシュボーン・サーキス（齋藤小浪）

## 製作
本作の製作の経緯には多くの脚本家、監督、プロデューサーが関与している。2012年4月、ワーナー・ブラザース・ピクチャーズは、スティーヴ・クローヴスとともに脚本・監督・製作が交渉中であることを発表した。2013年12月、クローヴスが製作を務め、アレハンドロ・ゴンサレス・イニャリトゥが監督として交渉中で、脚本をクローヴスの娘のキャリーが務めると発表された。しかし2014年1月、イニャリトゥは『バードマン あるいは（無知がもたらす予期せぬ奇跡）』『レヴェナント: 蘇えりし者』とのスケジュールの都合で降板した。2014年2月、ロン・ハワードが監督として交渉中で、ブライアン・グレイザーと彼の会社イマジン・エンターテインメントが製作を務めると発表された。しかし翌月にはアンディ・サーキスが監督と製作を務め、彼の会社ジ・イマジナリウムのジョナサン・カヴェンディッシュも製作に加わることが報じられた。キャリー・クローヴスは脚本担当として残っており、サーキスがバルーの声を務めることも予定された。プロダクション・デザイナーはゲイリー・フリーマン、編集はマーク・サンガー、衣装デザイナーはアレクサンドラ・バーンが務める。
2014年8月、ベネディクト・カンバーバッチが悪役のシア・カーンの声を務めることが発表された。翌日にはクリスチャン・ベール、ケイト・ブランシェット、ナオミ・ハリス、トム・ホランダー、エディ・マーサン、ピーター・マラン、ローハン・チャンドらの出演も発表された。2015年3月、ジャック・レイナーがモーグリの兄弟分のオオカミとしてキャストに加わった。2015年4月、マシュー・リスが人間のジョン・ロックウッド役で出演交渉中と報じられた。2015年5月、フリーダ・ピントーが役名不明の実写の役をマシュー・リス、ローハン・チャンドとともに演じていることが確認され、後日それがモーグリの育ての母親役と判明した。
主要撮影は2015年3月9日に正式に開始した。撮影は南アフリカ共和国とイングランドのリーブスデン・スタジオで行われた。

## 公開
本作は当初『Jungle Book: Origins』というタイトルで、2016年10月に公開が予定されていた。2014年12月、ワーナー・ブラザースはVFX作業のため公開日を2017年10月に延期した。その後、同じ作品を原作としたディズニーの『ジャングル・ブック』の公開直前の2016年4月に、公開日が2018年10月19日に変更された。2017年10月、アンディ・サーキスはタイトルが『Mowgli: Tales from the Jungle Book』に変更されることを明かし、12月に正式タイトルが『Mowgli』に決定した。
サーキスは、本作はディズニー版よりもダークでシリアスになると述べている。2018年3月、サーキスは最初のフッテージはまもなく公開されると述べた。5月21日、最初のトレーラーと舞台裏映像が公開された。
2018年7月、Netflixがワーナーブラザースから全世界での配給権を購入したことが発表され、これにより劇場公開は見送られた。その後、2018年12月7日に配信されることが発表された。